# توربن سلر
توربن سلر (دانمارکی: Torben Zeller؛ زادهٔ ۴ دسامبر ۱۹۴۹) بازیگر، صداپیشه و کمدین اهل دانمارک است.
از فیلم‌ها یا مجموعه‌های تلویزیونی که وی در آن‌ها نقش داشته‌است، می‌توان به السن خلافکار رفته‌است، مهمانی اداره، کارل، سمفونی کودکی من، قلمرو، واحد سیار و میله اشاره نمود.